# Felice Filippini
Felice Filippini (* 20. Juni 1917 in Arbedo; † 9. September 1988 in Muzzano) war ein Schweizer Schriftsteller und Maler.

## Leben
Felice Filippini war der Sohn des Mechanikers Agostino Filippi und dessen Ehefrau Rosa (geb. Menghetti).
1933 studierte er kurze Zeit am Technikum in Freiburg und von 1934 bis 1937 besuchte er das Lehrerseminar von Locarno; anschliessend betätigte er sich als Schriftsteller und Kunstmaler.
1938 begann er als Archivar bei Radio Monteceneri beim öffentlich-rechtlichen Rundfunk und war in der Zeit von 1945 bis 1969 Direktor der Abteilung Wort des Radio della Svizzera italiana.
Felice Filippini war seit 1940 mit der Pianistin Dafne (geb. Salati) (1916–2012) verheiratet. Gemeinsam hatten sie zwei Kinder, die beide Musiker wurden:
- Rocco Filippini (1943–2021), Cellist;
- Saskia Filippini (* 1946), Violinistin.

### Schriftstellerisches Wirken
Sein wichtigstes Werk, der Roman Signore dei poveri morti (in der deutschen Übersetzung von 1991 Herr Gott der armen Seelen), löste wegen seiner ungewohnten Ansichten und Sprache eine breite Diskussion und Polemiken aus. In seinem Roman Ragno di sera war er in seiner traditionellen Sakralität und mit seinem Sittengemälde epischer, später distanzierte er sich von seiner früheren antiliterarischen Position.
Felice Filippini arbeitete auch als Übersetzer vom Französischen und Deutschen ins Italienische.

### Künstlerisches Wirken
1934 begann er im Atelier von Ugo Zaccheo (1882–1972) in Lugano mit der Malerei und setzte die Ausbildung später bei Carlo Cotti (1903–1980) fort. Nach anfänglichen Bemühungen mit Holzschnitten und Malerei interessierte er sich bald für die Wandmalerei und nahm an den wichtigsten Wettbewerben für die Dekoration öffentlicher Gebäude teil, so illustrierte er 1940 die Geschichten von Niklaus von Flüe in der Kapelle chisetta del soldati ("Soldatenkirchlein") am Monte Ceneri, 1949 schmückte er die Kapelle auf dem Platz vor dem Lehrerseminar in Locarno und 1957 malte er die Szene eines Hochzeitsfestes im Tessin an die Wand des obersten Stockwerks der Haupttreppe des neuen Rathauses in Bellinzona.
Er erstellte zahlreiche Buchillustrationen, so unter anderem 100 Linolschnitte die er für Guglielmo Canevascinis Ein Dorf erwacht (übersetzt von Jakob Bührer) fertigte.
Ab den 1950er Jahren war er fast nur noch als Kunstmaler tätig und suchte mit seinem archaischen Stil fremde Elemente einzubauen und benutzte hierzu eine kontrast- und farbenreiche Palette. Mit seinem Interesse an europäischen Strömungen und seiner Ablehnung des im 20. Jahrhundert verbreiteten feierlichen Stils rückte er in die Nähe der Mailänder Bewegung Correnti. In seinem Spätwerk ist der Einfluss Alberto Giacomettis deutlich, den er 1965 traf und dem er einige seiner Werke widmete.
Ein Teil seiner Werke befindet sich im Lugano Arte e Cultura in Lugano.

## Preise
- Felice Filippi gewann 1942 den Preis der Stadt Lugano für seinen Roman Signore dei poveri morti.
- 1947 erhielt er für Racconti del Saturday sera den Paraggi-Preis.
- Als Essayist gewann sein Procuste (erschienen in Svizzera Italiana, Nr. 70–71, 1948) den Internationalen Kritikerpreis 1948 auf der Biennale in Venedig.
- Er erhielt 1951 von der Schweizerischen Schillerstiftung den Schillerpreis für Ragno di sera mit einer verbundenen Zuwendung von 1.500 Schweizer Franken.[2]
- 1952: Premio Charles Veillon[3]

## Schriften (Auswahl)
- Signore dei poveri morti. Istituto Editoriale Ticinese, Bellinzona 1943.
- Gibt es eine Tessiner Kunst der Gegenwart? In: Architektur und Kunst. Bd. 32, 1945, doi:10.5169/seals-25671#348, S. 309–318.
- Racconti del sabato sera. Ghilda del Libro, Lugano 1947.
- Pane del Novecento. Edizioni svizzere per la gioventù (ESG), Zürich 1949.
- Ragno di sera. Mondadori, Mailand 1950.
- Il Cebète. Carminati, Locarno 1950.
- Una corona di ricci. Istituto Editoriale Ticinese, Bellinzona 1951.
- Il perdono. Übersetzung von Max Grütter-Minder, Tschudy, St. Gallen 1951.
- Figaro ovvero Il primo torto è quello di esser morto. Cenobio, Lugano 1952.
- Una domenica per piangere. Sciascia, Caltanissetta-Roma 1959.
- Fare il ritratto di Giacometti. (Essay), 1966.
- Autoritratto di una pittura. Con un’introduzione di Giancarlo Vigorelli, CISAF, Mailand 1977.
- Rosso di sera. A cura di Flavio Catenazzi, postfazione di Diana Rüesch, Quaderni di "Cartevive", Lugano 2002.
- Poesie. Con una postfazione di Giovanni Orelli, G. Casagrande, Lugano 2004.